# 関根康正
関根 康正 （せきね やすまさ、1949年9月 - ）は、日本の文化人類学者。元関西学院大学社会学部教授、京都精華大学客員教授。東京工業大学、同大大学院で土木工学を専攻後、チベット・ネパール研究やKJ法で知られる川喜田二郎と新アニミズム論を唱える岩田慶治の影響で、文化人類学へ転向。

## 経歴
1949年、群馬県生まれ。1968年、東京都立小山台高等学校卒業。1973年、東京工業大学工学部土木工学科卒業。1975年、東京工業大学大学院理工学研究科修士課程（地域計画専攻）を修了。ロンドン大学東洋アフリカ研究学院（SOAS）大学院（人類学・社会学専攻）に留学し、1984年に修士課程、1993年に博士課程をそれぞれ修了。工学修士（東京工業大学）、社会人類学MA（University of London）、及び社会人類学Ph.D（University of London）。
職歴は、東京工業大学工学部人文社会群文化人類学研究室助手、学習院女子短期大学人文学科文化史専攻専任講師・助教授・教授、筑波大学歴史・人類学系助教授、日本女子大学人間社会学部教授、関西学院大学社会学部教授（定年退職）。この間、国立民族学博物館の併任教授、客員教授や、ロンドン大学SOAS客員研究員など。日本南アジア学会常任理事や編集委員長等、日本文化人類学会の評議員・理事・監事等を歴任。公益信託澁澤民族学振興基金運営委員会委員・委員長、第26期日本文化人類学学会会長、Advisory committee member of WCAA。2019年度、第14回日本文化人類学会賞を受賞。

## 主要な研究内容と著作
南アジア、東南アジア、英国を主なフィールドワークの対象とする。研究テーマとしては、居住空間の人類学、カースト社会論、ケガレ観念と不可触民に関する研究、宗教対立と融和の実相に関する研究、＜都市的なるもの＞の人類学、ネオリベラリズムに抗する＜ストリート人類学＞、ヘテロトピア・デザインをめぐる実践人類学、被差別民解放運動における当事者性の研究等がある。
単著
- 「ロングハウスをめぐる空間構造：イバン族のばあい」, 『季刊人類学』, 10-2: 54-104, 1979年.
- 「原風景試論：原風景と生活空間の創造に関する一考察」, 『季刊人類学』, 13-1: 164-191, 1982年.
- Theories of Pollution : Theoretical Perspective and Practice in a South Indian Village (Monumenta Serindica No.21), Tokyo : Institute for the Study of Languages and Cultures of Asia and Africa、1989年
- 「『オリエンタリズム』とインド社会人類学への試論」, 『社会人類学年報』,　20: 27-61, 1994年.
- 『ケガレの人類学：南インド・ハリジャンの生活世界』東京大学出版会、1995年
- 「〈他者〉と対面する住まい」，佐藤浩司編『《シリーズ建築人類学：世界の住まいを読む》第４巻：住まいに生きる』，学芸出版社, 1998年.
- Anthropology of Untouchability: “Impurity”and“Pollution”in Tamil Society  (Senri Ethnological Studies 61), Osaka: National Museum of Ethnology、2002年
- 『宗教紛争と差別の人類学』世界思想社、2006年
- 『日本列島における＜ケガレ観念＞に関する総合的研究』（2002～2005年度科学研究費補助金基盤研究(C)(2)研究成果報告書）, 日本女子大学、2007年
- A Challenge to Theories Particularizing India: Why discrimination against Untouchables cannot be reduced to caste discrimination, New Delhi: Department of Sociology, Delhi School of Economics, University of Delhi、2009年
- Pollution, Untouchability and Harijans：A South Indian Ethnography、Rawat Publications、2011年
- Transnationality, Hope and ‘Recombinant Locality’: Knowledge as Capital and Resource, South Asia Research 32(1), 1-20, SOAS, University of London, 2012年。
- Graffiti/street art in Tokyo and surrounding districts, Routledge Handbook of Graffiti and Street Art, Oxford: Routledge（with Yamakoshi, Hidetsugu）, 2016
- 『例外状態』論から再考するストリート人類学：ネオリベラリズムに抗する＜往路と復路＞の人類学」（『文化人類学』84－4）、387～412頁、2020年3月。
- 「〈往路と復路〉の人類学の地平：『ストリート人類学』の解題と補遺」（『社会人類学年報』45巻）、1～39頁、2019年11月。
- 「『独立インド』をめぐるポストコロニアリズムについての一考察：非植民地化の「運動主体」としてのサバルタン／『ダリト』」泉水英計編『近代国家と植民地性』お茶の水書房, 2022年

共著
- 『過疎地域問題調査報告書：集落再編成の構想及び手法』, 256頁,（財）過疎地域問題調査会 、1974年
- 『スリランカの祭』岩田慶治、井狩彌介、鈴木正崇との共著 工作舎、1982年
- From Community to Commonality: Multiple Belonging and Street Phenomena in the Era of Reflexive Modernization Center for Glocal Studies, Monika Salzbrunnとの共著、Seijo University、2011年
- 『社会苦に挑む南アジアの仏教：B.R. アンベードカルと佐々井秀嶺による不可触民解放闘争』根本達・志賀浄邦・鈴木晋介との共著、関西学院大学出版会、2016年

編著・共編著
- 『南アジア地域における経済自由化と「宗教空間」の変容に関する人類学的研究：生活宗教に探る「宗教対立」解消の方途』（1999〜2001年度科学研究費補助金基盤研究(A)(2)研究成果報告書）, 138頁, 日本女子大学、2002年
- 『＜都市的なるもの＞の現在：文化人類学的考察』東京大学出版会、2004年
- 『排除する社会・受容する社会：現代ケガレ論』新谷尚紀との共編著、吉川弘文館、 2007年
- 『ストリートの人類学 上巻、下巻』国立民族学博物館、2009年
- トランスナショナリズムと「ストリート」現象の人類学的研究（科学研究費補助金研究成果報告書・補完論文集：基盤研究（A）2006～2009年度）日本女子大学、2011年
- 『フィールドワーカーズ・ハンドブック』世界思想社、鏡味治也・橋本和也・森山工との共編著、2011年
- 『ストリート人類学：方法と理論の実践的展開』風響社、2018年
- 『岩田慶治を読む: 今こそ〈自分学〉への道を』松本博之との共編著、京都大学学術出版会、2022年